# Keltinmäki
Keltinmäki är en kulle i Finland. Den ligger i Jyväskylä i landskapet Mellersta Finland, i den södra delen av landet, 230 km norr om huvudstaden Helsingfors. Toppen på Keltinmäki är 190 meter över havet.
Terrängen runt Keltinmäki är huvudsakligen platt. Runt Keltinmäki är det tätbefolkat, med 356 invånare per kvadratkilometer. Närmaste större samhälle är Jyväskylä, 2,4 km nordost om Keltinmäki. I omgivningarna runt Keltinmäki växer i huvudsak blandskog.